# Anthurium signatum
Anthurium signatum är en kallaväxtart som beskrevs av Karl Heinrich Koch och Louis Mathieu. Anthurium signatum ingår i släktet Anthurium och familjen kallaväxter. Inga underarter finns listade.